# Anlier (localité)
Pour les articles homonymes, voir Anlier.
Anlier (en wallon Anliè, en luxembourgeois Aasler, en allemand Ansler) est une section de la commune belge de Habay située en Région wallonne dans la province de Luxembourg.

## Géographie
Le village compte presque 400 habitants et se trouve à 439 mètres d’altitude en Ardenne belge, au cœur de la forêt du même nom et du parc naturel de la Haute Sûre.

## Démographie
Source: INS recensements population

## Histoire
La première trace écrite nommant le village date du XIe siècle et est attribuée à Adèle, comtesse d'Arlon.
La paroisse d'Anlier est l'une des plus anciennes de Belgique. La première église construite vers le IXe siècle a été érigée au cœur de la forêt d'Anlier au lieu-dit Vieille Eglise. Le site a été fouillé en 2001 et laisse apparaître les fondations d'une petite église d'une dizaine de mètres de long. Le lieu abritait probablement d'autres bâtiments / huttes et une foire annuelle, la foire du Biseux.